# The Rocky Road
«The Rocky Road» — американский короткометражный драматический фильм Дэвида Уорка Гриффита.

## Сюжет
В результате нездорового образа жизни мужчина расстаётся со своей семьёй. Постепенно он побеждает вредные привычки, становится успешным человеком, знакомится с молодой женщиной, в которую влюбляется. И вдруг оказывается, что эта женщина - его родная дочь.

## В ролях
| Актёр              | Роль      |
| ------------------ | --------- |
| Фрэнк Пауэлл       | Бен       |
| Стефани Лонгфеллоу | жена Бена |
| Джордж Николс      |           |
| Линда Арвидсон     |           |
| Кейт Брюс          |           |
| Чарльз Крэйг       |           |
| Глэдис Иган        |           |
| Фрэнк Эванс        |           |
| Эдит Хелдеман      |           |